# Liga MOL 2009-2010
Liga MOL 2009-2010 a fost al doilea sezon jucat al competiției internaționale de hochei pe gheață.Au participat echipe din Ungaria și din România.

## Echipe
- Ferencvárosi TC
- Dunaújvárosi Acélbikák
- Vasas Budapest Stars
- Újpest TE
- Miskolci JJSE
- SC Miercurea Ciuc
- SCM Fenestala Brasov 68